# Княжество-епископство Мец
Епископство Меца было князем-епископством Священной Римской империи. Это было одно из трех епископств, которые были аннексированы Францией в 1552 году. Епископы Меца уже правили значительным количеством территорий в пределах бывшего Королевства Лотарингия, которое согласно Меерсенскому договору 870 года стало частью Восточной Франкии. Им пришлось бороться за свою независимость от герцогов Лотарингии, приобрести земли графов Меца, но им пришлось столкнуться с ростом их столицы Меца до статуса имперского города в 1189 году.
В 1357 году император Карл IV Люксембургский вновь подтвердил императорскую непосредственность епископства. Однако после прихода на престол Анриха Лотарингско-Водемонтского в 1484 г. епархией руководили епископы из дома Лотарингии, которые благодаря своим близким отношениям с домом Валуа принесли Мец под влияние французской короны. По Шамборскому договору 1552 года альянс восставших протестантских имперских князей во главе с курфюрстом Морисом Саксонским пообещал королю сюзеренство над тремя епископствами Мец, Туль и Верден Генрих II Французский. Мец был оккупирован войсками Генриха и аннексирован французской короной, наконец признан Империей по Вестфальскому миру 1648 года.